# Kálmánd
Kálmánd, románul: Cămin, németül: Kalmandi, falu Romániában, Szatmár megyében, az azonos nevű község központja.

## Fekvése
A Szatmári-síkságon, a volt Ecsedi-láp szélén, Nagykárolytól északnyugatra található település.

## Története
1424-ben tűnik fel neve az oklevelekben, már ekkor is Kalmandnak írták.
1427-ben a Kusalyi Jakcs családnak is volt itt részbirtoka, melyet 1427-ben Gachaly Tamásnak ítéltek oda.
Kálmánd az Ecsedi uradalomhoz tartozott, s a Báthori család ősi birtokainak egyike volt. A 17. század közepétől örököseiké, a Bethleneké, majd a Rákócziaké lett, s az övék volt egészen 1711-ig, a szatmári béke megkötéséig. A békekötést követően a gróf Károlyiak kapták meg, s a későbbiekben is ők voltak legnagyobb birtokosai. A falut a Károlyiak 1748 körül svábokkal telepítették be, s az ott lakó református magyarokat áttelepítették a szomszédos Börvelybe.
Az Ecsedi-láp lecsapolásakor itt a kisbirtokosok 765 hold földhöz jutottak.
Az 1900-as évek elején legnagyobb birtokosa gróf Károlyi Erzsébet, gróf Pappenheim Siegfridné volt.
2002-ben vált ki Kaplony községből és vált önálló községgé.

## Nevezetességei
- A település egyetlen temploma római katolikus, 1866-ban szentelték fel, védőszentje Szent Anna lett.
- 1977–78-ban épült plébánia

## Híres emberek
- Itt született 1887. október 29-én Scheffler János szatmári püspök, vértanú.
- Itt született 1889. szeptember 19-én Láng Ferenc erdélyi magyar helytörténész.
- Itt született 1894. október 3-án Scheffler Ferenc római katolikus teológiai író, szerkesztő.
- Joseph Solomayer orvosprofesszor.